# سليم شيبزوغوف
سليم بوريسوفيتش شيبزوغوف (بالروسية: Залим Борисович Шебзухов) كان قيادي اسلامي من قبردينو - بلقاريا بروسيا، والقائد الرابع والمعروف الاخير لإمارة القوقاز الإسلامية.

## السيرة
سُجن سليم لمدة عامين بعد اعتقاله في 7 ديسمبر 2007. وقد افرج عنه في 24 يونيو 2009 . بعد فترة وجيزة، انضم سليم إلى جماعة إمارة القوقاز الإسلامية المسلحة. في 16 أبريل 2015، أعلنت اللجنة الوطنية الروسية لمكافحة الإرهاب عن مقتله خلال عملية خاصة في نالتشيك، ولكن بعد فترة وجيزة أبلغت اللجنة وسائل الإعلام أنهم مخطئون وأن مقاتلًا آخر يدعى زاور بروكوبتشوك قتل خلال تلك العملية. أصبح زعيمًا أو أميرًا للجماعة بعد وفاة قائدها محمد أبوعثمان الغيمراوي في أغسطس 2015. وفي 10 نوفمبر 2015، أعلنت القوات الخاصة الروسية وفاة الهارب من العدالة الفيدرالية المعروف روبرت زانكشييف، الذي قاد مسلحي ولاية قبردينو - بلقاريا. في 28 ديسمبر 2015، حل سليم محل روبرت كرئيس لمنظمة قباردينو - بلقاريا المتمردة وسرعان ما أصبحت منظمته جزءًا من إمارة القوقاز.

## وفاته
لفترة طويلة ظل مصيره ومكانه مجهول حتى توصلت شرطة سان بطرسبرغ إلى معلومات تفيد بانه من المحتمل ان يكون مختبئ بالمدينة. في 17 أغسطس 2016 قتل برصاص القوات الخاصة الروسية، هو واثنين اخرين وهم أستيمير شيرييف وفايشيسلاف نايروف. اثناء غارة شنتها القوات على شقة سليم بسانت بطرسبرغ.

## روابط خارجية
- Is Kabardino-Balkaria The Caucasus Emirate’s Last Bastion?
- | المناصب السياسية              | المناصب السياسية                       | المناصب السياسية |
| ----------------------------- | -------------------------------------- | ---------------- |
| سبقه محمد أبو عثمان الغيمراوي | أمير إمارة القوقاز الإسلامية 2015–2016 | تبعه مجهول       |